# Angraecum longicalcar
Angraecum longicalcar là một loài thực vật có hoa trong họ Lan. Loài này được (Bosser) Senghas mô tả khoa học đầu tiên năm 1986.

## Hình ảnh

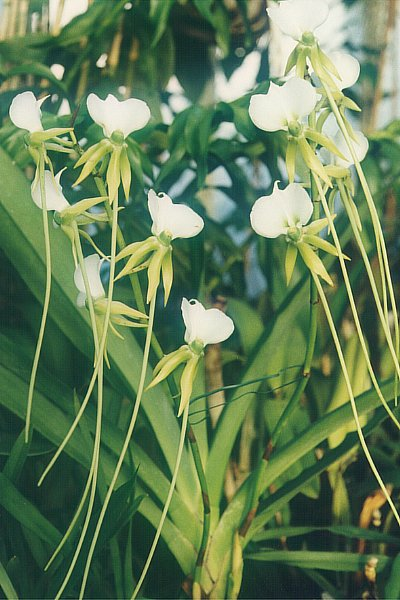
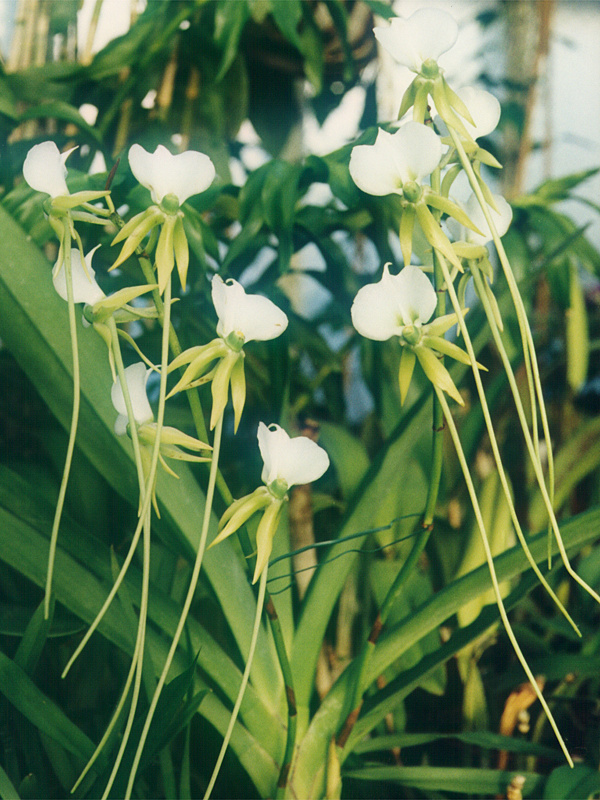
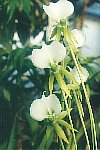
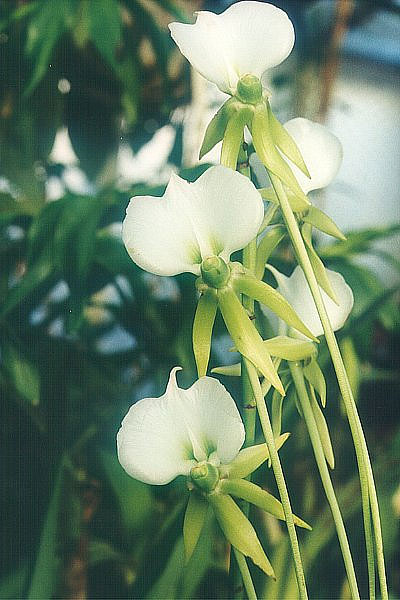